# Grimmia teretinervis
Grimmia teretinervis là một loài Rêu trong họ Grimmiaceae. Loài này được Limpr. mô tả khoa học đầu tiên năm 1884.